# Маккрори, Глен
Глен Маккрори (англ. Glenn McCrory, род. 23 сентября 1964 в Аннфилд-Плайн, Англия, Великобритания) — британский боксёр-профессионал, выступавший в первой тяжёлой весовой категории. Является экс-чемпионом мира по боксу по версии МБФ (IBF).
Карьера Г. Маккрори как боксёра-тяжеловеса сложилась не очень успешной, несмотря на то, что он смог завоевать титул чемпиона в бою против Кеньяна Патрика Лумумбы в июне 1989 года. Тем не менее, 30 сентября 1991 года Г. Маккрори вышел на ринг против американо-канадского тяжеловеса Леннокса Льюса в качестве претендента на его британский и континентальный титулы. Бой закончился убедительной победой чемпиона, который сначала гонял претендента по всему рингу в первом раунде, а затем отправил его в нокаут во втором. Как позже вспоминал сам Маккрори, его подготовка ко многим боям была хаотичной. И этот бой не стал исключением, несмотря на проведение не менее 100 спаррингов с Майком Тайсоном.